# Strižna matrika
Strižna matrika (tudi matrika striga) je elementarna matrika, ki nastane z dodajanjem ene vrstice ali stolpca neki drugi vrstici ali stolpcu. Takšno matriko se dobi tudi iz enotske matrike z zamenjavo enega ničelnega elementa z elementom različnim od nič. Ime izvira iz strižne transformacije, ki jo strižna matrika predstavlja. Strig je linearna transformacija v kateri vse točke vzdolž dane premice ostanejo negibne, ostale točke pa se premaknejo vzporedno s premico za razdaljo, ki je sorazmerna z oddaljenostjo od  premice. 

## Zgled
Naslednja matrika je značilni zgled strižne matrike:
{\displaystyle S={\begin{pmatrix}1&0&0&\lambda &0\\0&1&0&0&0\\0&0&1&0&0\\0&0&0&1&0\\0&0&0&0&1\end{pmatrix}}\!\,.}
Strig vzdolž (vzporedno) osi x da za spremembo na osi x {\displaystyle x'=x+\lambda y\!\,}  in {\displaystyle y'=y\!\,}. To se lahko napiše v matrični obliki:
{\displaystyle {\begin{pmatrix}x'\\y'\end{pmatrix}}={\begin{pmatrix}1&\lambda \\0&1\end{pmatrix}}{\begin{pmatrix}x\\y\end{pmatrix}}\!\,.}
Za strig vzdolž osi y je to enako:
{\displaystyle {\begin{pmatrix}x'\\y'\end{pmatrix}}={\begin{pmatrix}1&0\\\lambda &1\end{pmatrix}}{\begin{pmatrix}x\\y\end{pmatrix}}\!\,.}

## Značilnosti
Če je {\displaystyle S\!\,} strižna matrika z razsežnostjo {\displaystyle n\times n\!\,}, potem ima naslednje značilnosti:
- {\displaystyle S\!\,} ima rang in je zaradi tega obrnljiva
- lastna vrednost matrike {\displaystyle S\!\,} je 1
- determinanta matrike je enaka 1
- sled matrike je enaka {\displaystyle n\!\,}
- razsežnost lastnega prostora ima {\displaystyle n-1\!\,} razsežnosti
- matrika {\displaystyle S\!\,} je simetrična
- matriko {\displaystyle S\!\,} se lahko pretvori v bločno matriko z največ eno zamenjavo stolpca in eno zamenjavo vrstice